# Crocidura foxi
Crocidura foxi är en däggdjursart som beskrevs av Guy Dollman 1915. Crocidura foxi ingår i släktet Crocidura och familjen näbbmöss. IUCN kategoriserar arten globalt som livskraftig. Inga underarter finns listade i Catalogue of Life.
Denna näbbmus förekommer i ett långsträckt utbredningsområde i Afrika från Senegal till Sydsudan. Habitatet utgörs främst av savanner och områden intill skogar. Arten kan anpassa sig till kulturlandskap. Den vistas i låglandet och på ett högplatå som ligger cirka 1280 meter över havet.